# Aravena Rock
Der Aravena Rock (englisch; in Chile Islote Aravena) ist ein Klippenfelsen im Archipel der Südlichen Shetlandinseln. Im Südosten der Discovery Bay von Greenwich Island liegt er südlich von Canales Island und östlich des Ferrer Point.
Wissenschaftler der 1. Chilenischen Antarktisexpedition (1946–1947) benannten ihn nach einem Mitglied der Mannschaft, die an den Vermessungen der Discovery Bay zwischen Januar und Februar 1947 beteiligt war. Das UK Antarctic Place-Names Committee übertrug diese Benennung 2005 ins Englische.